# Zemërimi i një nate
„Zemërimi i një nate“ (на български: Гневът на една нощ) е песен на албанската певица Херциана Матмуя. Песента е избрана да представи Албания на „Евровизия 2014“ в Копенхаген, след като печели 52-рото издание на ежегодния фестивал „Festivali i Këngës“. Написана е от композитора Генти Лако и текстописеца Йорго Папинджи.
Певицата споделя, че в песента става въпрос за опасностите, до които би могъл да доведе гневът и приоритета на обмислянето преди вземане на решения.
Песента е посрещната със смесена критика след изпълнението ѝ на „Festivali i Këngës“. ESC Tips дават на песента рейтинг 3 от 5, описвайки песента като, грубо казано, „недовършена“ и твърдят, че на този етап би било трудно „да се предвиди какво ще се случи на конкурса“. Същите считат, че инструментацията подлежи на обработка, за да се отличат едни от други куплетите и припевът. Антоан Фаруджа от EurovisionFamily дава на песента 67% от 100, описвайки гласа на Матмуя като „ангелски“ и прогнозира, че песента ще изпъкне измежду останалите участващи в конкурса.
На „Евровизия“ певицата ще изпълни английската версия на песента, носеща името „One Night's Anger“.